# Slepá ulička Járy da Cimrmana
Slepá ulička Járy da Cimrmana, polsky Ślepy Zaułek Járy da Cimrmana, je krátká slepá ulička u Masarykových sadů v Českém Těšíně v okrese Karviná. Geograficky se nachází na levém břehu řeky Olše nedaleko česko-polské státní hranice v pohoří Podbeskydská pahorkatina v Horním Slezsku a v Moravskoslezském kraji.

## Historie a popis místa
Slepá ulička Járy da Cimrmana nese jméno fiktivního českého génia Járy Cimrmana, jehož osoba je v Česku velmi populární. Jde o recesi místního občana, který tak označil část dvorku asi v roce 2020.

## Další informace
Ulička je celoročně volně přístupná.

## Galerie

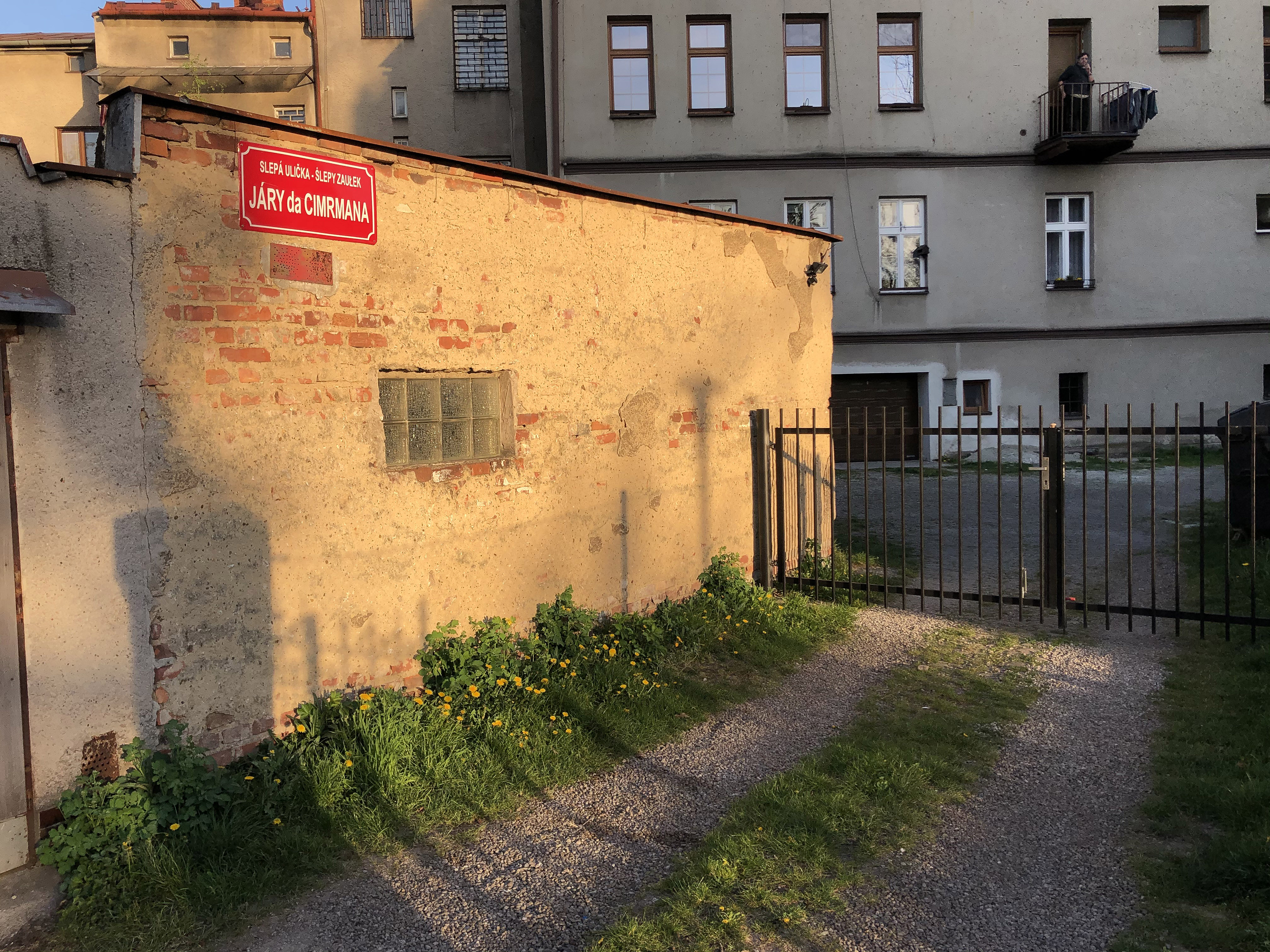
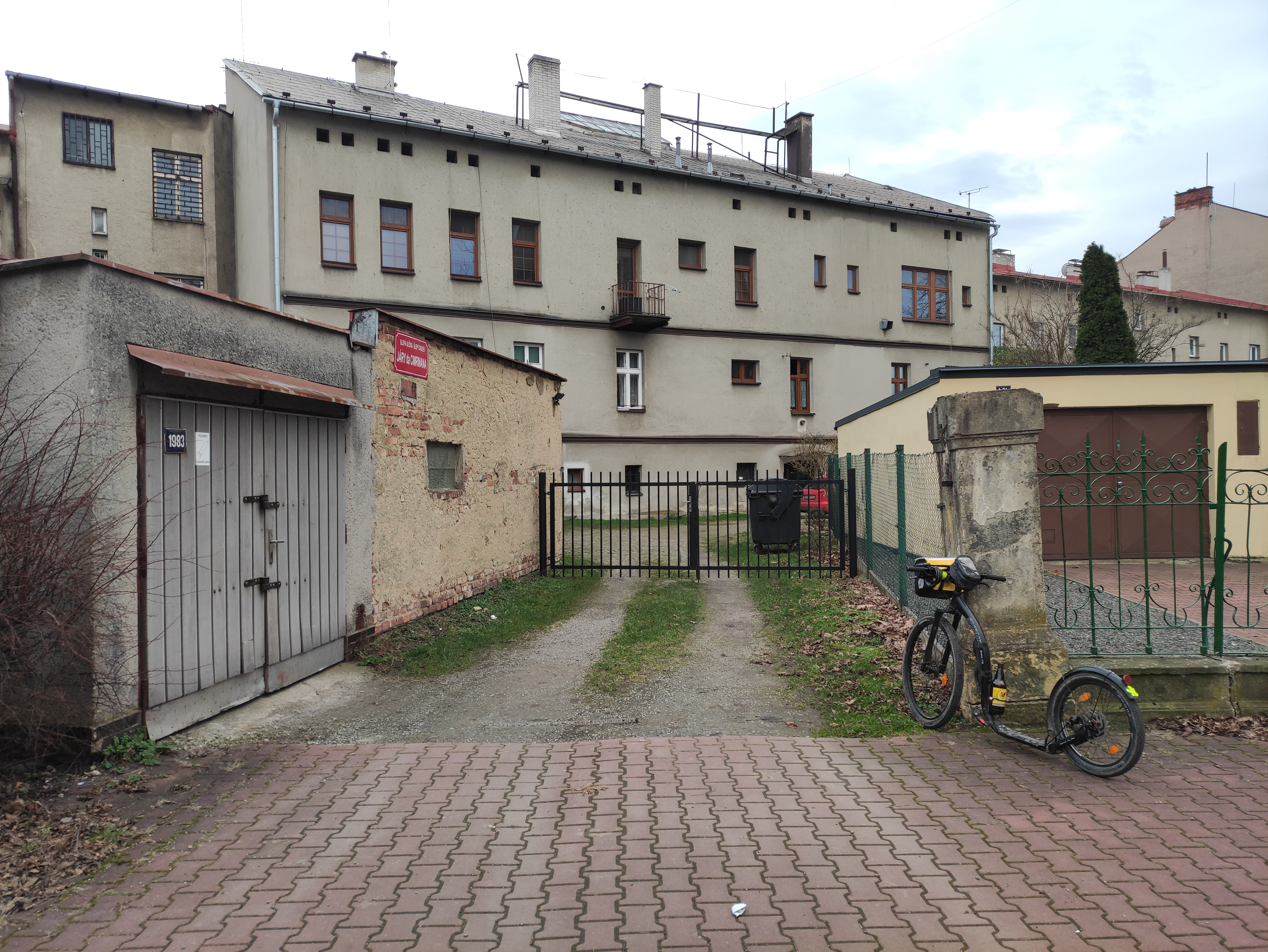